# Cúcuta

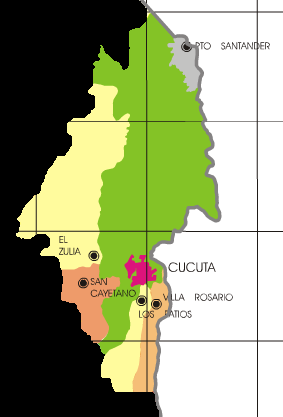
Karta över storstadsområdet.

Cúcuta (eller San José de Cúcuta) är en kommun och stad på gränsen mot Venezuela i nordöstra Colombia och är administrativ huvudort för departementet Norte de Santander. Staden grundades 17 juni 1733 under namnet San José de Guasimales, ett namn som ändrades till San José de Cúcuta år 1793.

## Stad och storstadsområde
Staden hade 585 591 invånare år 2008, med totalt 606 150 invånare i hela kommunen.
Storstadsområdet, Área Metropolitana de Cúcuta, hade totalt 786 009 invånare år 2008. Området består av Cúcuta samt kommunerna El Zulia, Los Patios, Puerto Santander, San Cayetano och Villa del Rosario.